# Малишин-Дольни
Малишин-Дольни (пол. Małyszyn Dolny) — село в Польщі, у гміні Міжець Стараховицького повіту Свентокшиського воєводства.
У 1975-1998 роках село належало до Келецького воєводства.